# Guy Bara
Guy Bara, pseudonimo di Guy Willems (Riga, 11 luglio 1923 – Marsiglia, 18 giugno 2003), è stato un fumettista belga. Il suo principale successo è stato il fumetto umoristico Max l'explorateur, una delle poche creazioni europee a superare le 13.000 strisce. Predilige un disegno chiaro e ben leggibile, interamente al servizio dell'umorismo.

## Biografia
Figlio di un diplomatico belga, Guy Bara è nato a Riga, dove il padre era di stanza. Dopo aver studiato all'Institut Saint-Boniface di Bruxelles, durante la giovinezza viaggia molto. Nel 1945 fonda il settimanale umoristico Le Faune. Dal 1946 al 1949 lavora nel settore pubblicitario. Nel 1948 pubblica le sue prime vignette, caricature, per La Dernière Heure, prima di diventare caporedattore della rivista di attualità Vivre nel 1949. Nel 1950 si trasferisce a Parigi e assume lo pseudonimo di Barabas, presto abbreviato in Bara. Nel 1954 crea Max l'explorateur. Queste strisce umoristiche e mute sono state pubblicate per circa trent'anni su quotidiani di oltre 40 Paesi, tra cui France-Soir, Le Soir, Het Laatste Nieuws e Cork Observer. Nel 1960 crea il fumetto Kéké le Perroquet per il periodico pubblicitario Bonux Boy (1960-1961), poi ripreso in Spirou (1963-1968). Nel 1964, con l'aiuto di Maurice Rosy, adatta Max l'explorateur in racconti lunghi per la stessa rivista. Fino al 1966 vengono pubblicate anche alcune gag e racconti scritti da Vicq. Per diversi anni collabora al periodico belga Pourquoi Pas?, fornendo notizie, disegni politici e vignette.
Passa poi al Journal de Tintin, dove pubblica Éphémère et Rabudol (spesso su testi di Vicq, 1968-1974), le gag di Max l'explorateur (1968-1973 - Max è sulla copertina del n. 21 del 22 maggio 1973, sia nella versione francese che in quella olandese) e Les Cro-Magnons (1973-1976) 5. Dal 1971 al 1973 ha diretto la rivista di umorismo medico L'Œuf. Nel 1975 fa di Philibert, un amico di Kéké, l'eroe di una nuova serie di Fripounet. Nel 1976, crea Chéris de l'Olympe in Formule 1. In seguito si occupa dei Cro-Magnon nel settimanale tedesco Zack (1978) e in Super As (1979-1980). Ha poi creato Sigi le Franc in Zack, un album pubblicato dalle Éditions Michel Deligne nel 1984.
Nel 1981 pubblica su Pif Gadget alcune gag di Parmezan. Nello stesso anno, riprende la serie Chéris de l'Olympe per Spirou con il nome di Lamybidas (1981-1985), poi crea Dugazon (1982-1984). Pubblica anche due storie brevi con Max (1984-1985). Dal 1982 al 1993, Tintin pubblica gag sui Cro-Magnon, ma durante questo decennio Bara si dedica gradualmente alla pittura. Di conseguenza, non partecipò alla produzione dei cartoni animati di Max l'Esploratore da parte della RTBF a metà degli anni Ottanta. Ritiratosi a Carpentras, morì per insufficienza cardiaca a Marsiglia il 18 giugno 2003.
Secondo il giornalista Patrick Pinchart, mentre Max l'explorateur è una striscia divertente e veloce in cui Bara offre una satira feroce della società del suo tempo, con un tocco di assurdo e di derisione, la maggior parte delle sue strisce a fumetti nel classico formato franco-belga sono "serie alimentari" basate su concetti triti che non durano e i cui testi sono scritti male.
Dal 13 ottobre al 31 dicembre 2011, presso la Maison de l'image di Bruxelles, si è tenuta una mostra Bara & friends, con 89 illustratori che hanno reso omaggio ai personaggi e al mondo di Guy Bara.

## Opere

### Serie e personaggi
Per i dettagli sui personaggi e sulle pubblicazioni, si vedano gli articoli dedicati alla serie.
- 1954, Max l'esploratore
- 1960, Kéké il pappagallo[6]
- 1966, Éphémère e Rabudol
- 1973, Cro-Magnon e poi Les Cro-Magnons
- 1976, Chéris de l'Olympe, che dal 1981 al 1985 diventerà Lamibidas in Spirou
- 1981, Parmezan[13]
- 1982, Dugazon
- 1984, Sigi le Franc (Sigi contre Attila).

### Libro d'arte
- Christelle Pissavy-Yvernault e Bertrand Pissavy-Yvernault, Franquin, Morris, Jijé, Sempé...: 200 inédites couvertures pour le journal Le Moustique, Marcinelle, Dupuis, 1 novembre 2015, 312 p., ill.;[16]

## Premi
- Cavaliere dell'Ordine di Leopoldo nel dicembre 1991 come autore con una carriera più che ventennale.[17]

## Omaggio
Nel 2018 è stata dedicata una mostra a Guy Bara presso la galleria Huberty & Breyne di Bruxelles,.

### Libri
Documento utilizzato per la stesura dell'articolo: documento utilizzato come fonte per la stesura di questo articolo.
- Jean-Louis Lechat, Un demi-siècle d'aventures t. 2: 1970 - 1996, Bruxelles, Le Lombard, 5 dicembre 1996, 224 p., illustrato ISBN 280361233X, OCLC 37995939, BNF 37539082,, presentazione online [archivio]) . 1 0, 101, 143, 166. Libro utilizzato per l'articolo.
- Patrick Gaumer, "Bara", in Dictionnaire mondial de la BD, Paris, Larousse, 2010, 953 p., ill. ; 27 cm ISBN 978-2-0358-4331-9 et 2-0358-4331-6, OCLC 920924930, presentazione online [archivio]), p. 52. Libro utilizzato per la stesura dell'articolo.
- François Ayrolles, "Max poursuit ses explorations", in Moments clés du journal de Spirou 1937-1985, Marcinelle, Dupuis, coll. "Patrimoine", 2 marzo 2018, 312 p., ill. ; 20,8 cm ISBN 9782800171142 e 2800171146, OCLC 1034784873, presentazione online [archivio]), p. 205-206.

### Periodici
- Patrick Pinchart, "Sigi contre Attila", in Les Cahiers de la bande dessinée n. 57, aprile-maggio 1984, p. 55.
- Hugues Dayez, "Les aventures d'un journal: Max explore Spirou", Spirou, Dupuis, n. 3874, 11 luglio 2012, p. 29 (ISSN 0771-8071)